# مردانگی (فیلم ۲۰۰۳)
«مردانگی» (انگلیسی: Manhood (film)) فیلمی در ژانر کمدی-درام به کارگردانی بابی روث است که در سال ۲۰۰۳ منتشر شد. از بازیگران آن می‌توان به نستر کاربونل، جان ریتر، و جانین گاروفالو اشاره کرد.